# Frank O'Neal
Pour les articles homonymes, voir O'Neal.
Frank O'Neal (né le 9 mai 1921 à Springfield et mort le 10 octobre 1986) est un auteur de bande dessinée américain, surtout connu pour son comic strip Short Ribs, publié de 1958 à 1973.

## Biographie
Frank O'Neal naît le 9 mai 1921, à Sprinfield dans le Missouri, O'Neal déménage souvent dans  sa jeunesse à cause de son père. Son enfance se passe en Arkansas, Californie, Indiana, Louisiane, au Michigan, dans le Tennessee et à Washington, D.C.. Il étudie trois ans à la Jefferson Machamer School of Art à Santa Monica en Californie. Il vend son premier dessin professionnel en 1950 au Saturday Evening Post. Après six ans de travail en indépendant, il passe un an et demi à dessiner des storyboards. Il dessine "How to Bring Up Parents" dans Redbook pendant trois ans.
À partir du 17 novembre 1959 la Newspaper Enterprise Association (NEA) diffuse son comic strip Short Ribs  en quotidien 17 puis à partir du 14 juin 1959, une planche dominicale est ajoutée Le gag quotidien n'a pas de personnage récurrent mais l'action se passe souvent à la cour d'un roi du Moyen Âge ou au Far West. En 1973, O'Neal laisse le strip à son assistant Frank Hill et travaille dans la publicité. Ainsi pendant 18 mois il est responsable de la publicité pour le quotidien Carmel Pine Cone de Carmel-by-the-Sea en Californie à partir de 1974. Le dernier strip de Short Ribs paraît le 2 mai 1982. Frank O'Neal meurt le 10 octobre 1986.

## Prix
- 1965 : prix du comic strip de la National Cartoonists Society pour Short Ribs[6].